# Nikita Zadorov
Nikita Sergeyvich Zadorov (ryska: Никита Сергеевич Задоров), född 16 april 1995, är en rysk professionell ishockeyspelare som spelar för Boston Bruins i National Hockey League (NHL). Han draftades i första rundan som 16:e totalt av Buffalo Sabres vid NHL Entry Draft 2013 och har därefter spelat för Colorado Avalanche, Chicago Blackhawks, Calgary Flames och Vancouver Canucks.

## Statistik

### Klubbkarriär
| 2011–12    | Krasnaya Armiya     | MHL        | 41  | 2  | 4  | 6   | 63  | 8  | 0 | 0  | 0  | 8   |
| 2012–13    | London Knights      | OHL        | 63  | 6  | 19 | 25  | 54  | 20 | 2 | 4  | 6  | 36  |
| 2013–14    | Buffalo Sabres      | NHL        | 7   | 1  | 0  | 1   | 4   | —  | — | —  | —  | —   |
| 2013–14    | London Knights      | OHL        | 36  | 11 | 19 | 30  | 43  | 9  | 4 | 5  | 9  | 12  |
| 2014–15    | Buffalo Sabres      | NHL        | 60  | 3  | 12 | 15  | 51  | —  | — | —  | —  | —   |
| 2015–16    | Colorado Avalanche  | NHL        | 22  | 0  | 2  | 2   | 12  | —  | — | —  | —  | —   |
| 2015–16    | San Antonio Rampage | AHL        | 52  | 10 | 19 | 29  | 90  | —  | — | —  | —  | —   |
| 2016–17    | Colorado Avalanche  | NHL        | 56  | 0  | 10 | 10  | 73  | —  | — | —  | —  | —   |
| 2017–18    | Colorado Avalanche  | NHL        | 77  | 7  | 13 | 20  | 103 | 6  | 1 | 2  | 3  | 32  |
| 2018–19    | Colorado Avalanche  | NHL        | 70  | 7  | 7  | 14  | 75  | 12 | 0 | 0  | 0  | 24  |
| 2019–20    | Colorado Avalanche  | NHL        | 64  | 4  | 9  | 13  | 65  | 15 | 3 | 2  | 5  | 18  |
| 2020–21    | Chicago Blackhawks  | NHL        | 55  | 1  | 7  | 8   | 36  | —  | — | —  | —  | —   |
| 2021–22    | Calgary Flames      | NHL        | 74  | 4  | 18 | 22  | 77  | 12 | 0 | 3  | 3  | 24  |
| 2022–23    | Calgary Flames      | NHL        | 82  | 14 | 7  | 21  | 80  | —  | — | —  | —  | —   |
| 2023–24    | Calgary Flames      | NHL        | 21  | 1  | 5  | 6   | 23  | —  | — | —  | —  | —   |
| 2023–24    | Vancouver Canucks   | NHL        | 54  | 5  | 9  | 14  | 102 | 13 | 4 | 4  | 8  | 26  |
| NHL totalt | NHL totalt          | NHL totalt | 642 | 47 | 99 | 146 | 701 | 58 | 8 | 11 | 19 | 124 |

### Internationellt
| År            | Lag           | Turnering     | Resultat      |    | Matcher | Mål | Assist | Poäng | Utv |
| ------------- | ------------- | ------------- | ------------- | -- | ------- | --- | ------ | ----- | --- |
| 2012          | Ryssland      | WHC17         | 1             | 5  | 0       | 3   | 3      | 8     |     |
| 2012          | Ryssland      | IH18          | 5:a           | 4  | 0       | 3   | 3      | 0     |     |
| 2012          | Ryssland      | U18-VM        | 5:a           | 6  | 2       | 0   | 2      | 4     |     |
| 2014          | Ryssland      | JVM           | 3             | 7  | 4       | 1   | 5      | 6     |     |
| 2019          | Ryssland      | VM            | 3             | 9  | 0       | 1   | 1      | 14    |     |
| 2021          | ROC           | VM            | 5:a           | 8  | 0       | 3   | 3      | 2     |     |
| Junior totalt | Junior totalt | Junior totalt | Junior totalt | 22 | 6       | 7   | 13     | 18    |     |
| Senior totalt | Senior totalt | Senior totalt | Senior totalt | 17 | 0       | 4   | 4      | 16    |     |